# アウダーチェ (駆逐艦・2代)
| 1917年ブリンディジにて |                                                                           |
| 艦歴                   |                                                                           |
| 計画                   | 第三期拡張計画(予算のみ) 新充実計画(1911-1916年度)                        |
| 発注                   | ヤーロウ社                                                                |
| 起工                   | 1913年10月1日                                                             |
| 進水                   | 1916年9月27日                                                             |
| 竣工                   | 1916年12月23日/1917年3月1日                                               |
| 除籍                   | 1943年                                                                    |
| その後                 | 1943年9月12日ドイツ軍が接収 1944年11月1日沈没                             |
| 要目                   |                                                                           |
| 排水量                 | 基準 1,250 トン、満載 1,364 トン                                          |
| 全長                   | 87.6 m                                                                    |
| 全幅                   | 8.4 m                                                                     |
| 吃水                   | 2.8 m                                                                     |
| 機関                   | ブラウン・カーチス式直結型タービン22,000馬力                              |
| 速力                   | 30.0ノット                                                                |
| 航続距離               | 2,180海里/15ノット                                                        |
| 乗員                   | 118名                                                                     |
| 兵装                   | 10.2センチ35口径単装砲7基 4センチ39口径単装砲2基 45cm魚雷発射管連装2基4門 |

アウダーチェ (Audace) は、イタリア海軍の駆逐艦、後に水雷艇、防空護衛艦。アウダーチェとは、イタリア語で「勇敢な」、「勇敢な人」を意味する。

## 艦歴
イギリスグラスゴーのヤーロウ社へ、日本海軍の第36号駆逐艦として発注された。1914年（大正3年）9月12日、第36号駆逐艦を「江風（カハカセ）」と命名。12月6日、艦艇類別等級表に登載。1915年1月29日、艤装員事務所を海軍省構内に開設。7月16日、艤装員事務所を横須賀海兵団内に移転。9月10日、横須賀海兵団内で艤装員事務所の残務を開始。18日、残務を終了し艤装員事務所を閉鎖した。
当時としては新型の機関であったディーゼルエンジンを搭載する予定であったが、第一次世界大戦の影響によりタービンエンジンと連結するドイツ・フルカン社の減速装置が入手できなくなり、タービンエンジンのみの搭載となった。そのため、日本海軍にとって価値が減じた。一方、駆逐艦が不足していたイタリアは「江風」取得を日本側と交渉し、1916年7月3日に合意に達した。二日後、イタリア海軍は「イントレピード (Intrepido)」と命名したが、9月25日に「アウダーチェ」に改名された 。日本側では、1916年（大正5年）8月7日に命名と艦艇類別等級表への登載がそれぞれ取り消された。
9月27日進水。1917年3月1日に竣工した。第一次世界大戦中はアドリア海で活動した。
1917年9月29日、ベネチアより出撃した「スパルヴィエロ」と駆逐艦「Abba」、「Orsini」、「Acerbi」、「Stocco」、「アウダーチェ」、「Ardente」、「Ardito」はオーストリア＝ハンガリー帝国の駆逐艦「トゥルル」、「ヴェレビト」、「フサール」、「シュトライター」、水雷艇「90」、「94」、「98」、「99」と交戦した。
11月13日夜、「アウダーチェ」と駆逐艦「Animoso」、「Ardente」、「Abba」はピアーヴェ川河口付近の敵兵を砲撃。翌朝、オーストリア＝ハンガリー帝国の水雷艇「84」、「92」、「94」、「99」、「100」と遭遇、交戦した。11月19日、同じイタリア駆逐艦4隻はオーストリア＝ハンガリー帝国の水雷艇「82」、「86」、「87」、「91」、「78」と交戦した。
11月16日、オーストリア＝ハンガリー帝国の戦艦「ヴィーン」と「ブダペスト」がCortellazzoを砲撃。これに対して「アウダーチェ」を含め駆逐艦7隻、潜水艦3隻、魚雷艇3隻がベネチアより出撃し、魚雷艇2隻が雷撃を行ったが外れた。
1918年2月10日から11日の夜、魚雷艇によるBuccari攻撃を駆逐艦「Abba」、「Animoso」、水雷艇「12PN」、「13OS」、「18OS」とともに支援。
7月1日または2日、カオルレ沖でイタリア駆逐艦「Orsini」、「Sirtori」、「Stocco」、「Acerbi」、「Missori」、「La Masa」、「アウダーチェ」とオーストリア＝ハンガリー帝国の駆逐艦「バラトン」、「チコーシュ」、水雷艇「83」、「88」が遭遇し、交戦した。
1929年9月1日、水雷艇に類別変更。1937年には標的艦となっていたサン・ジョルジョ級巡洋艦「サン・マルコ」を無線操縦するための遠隔操作装置を装備。
1940年、護衛任務用に再武装されたが、主砲は102mm砲3門となった。1943年、102mm砲一つと2ポンド機銃二つが5連装の20mm機銃1基に換装された。1940年から1943年まで主にアドリア海で護衛任務に従事した。
イタリアと連合国との休戦およびドイツのアクセ作戦開始に伴い、「アウダーチェ」は1943年9月9日にトリエステを離れイタリアもしくは連合国の支配下にある南イタリアの港を目指したが、機関に問題が発生し止む無くヴェネチアへと向かった。そして、ドイツ軍のヴェネチア占領により9月12日にドイツの手に渡った。その後、ドイツ海軍で就役し、「TA20」となった。ドイツ軍は対空火器を20mm機銃連装10基に増強し、アドリア海での護衛や機雷敷設任務に投入した。
12月、コルチュラ島上陸作戦が実施となり、「TA20」は巡洋艦「ニオベ」などとともに出撃。その後作戦は延期となり、「TA20」は給炭のためトリエステへ向かう「ニオベ」を護衛することとなったが、「ニオベ」は座礁。「TA20」も協力した離礁作業も失敗に終わった。さらに、「TA20」も12月22日にショルタ島付近の暗礁でスクリューを損傷し、同日開始された作戦には参加不能となってしまった。
1944年2月13-14日、「TA20」はイタリア沿岸への機雷敷設作戦に従事。3月15日にアンコーナの南への、3月17日から18日夜と29日には他艦艇と共にSan Giorgioの東への機雷敷設作戦に従事。4月12日と20日にもイタリア沿岸への機雷敷設作戦に従事した。8月22-23日、ジーベルフェリーなどとともに機雷敷設作戦に従事。また、「Kiebitz」とともに9月14-16日にはクヴァルネル湾への、9月27-29日にはイタリア沿岸への機雷敷設作戦に従事した。
10月末から11月初め頃、「TA20」は「UJ202」、「UJ208」とともに敵MTBやMGB攻撃のためクヴァルネリッチ湾へ出撃したが敵を見ず、かわりにオリブ島やSilba島を砲撃した。
11月1日、ロシニ島の南でイギリス駆逐艦「ホウィートランド」、「エイヴォン・ヴェイル」によって撃沈された。

## 艦長
江風駆逐艦長
- 岸井孝一 少佐：1915年3月3日[31] -

兼海軍艦政本部艤装員（1915年3月3日 - ）

## 同型艦
- 浦風型駆逐艦
  - 浦風 (浦風型駆逐艦)